# Love Songs (álbum de Destiny's Child)
Love Songs é o terceiro álbum de compilação do girl group americano Destiny's Child, lançado em 25 de janeiro de 2013 pela Columbia Records. O álbum difere de suas duas primeiras compilações em que apresenta principalmente seleções apenas de álbum, bem como a recém-gravada canção "Nuclear", a primeira música inédita das Destiny's Child desde que o grupo se dissolveu em 2005. A capa do álbum é baseado na capa do single de 2004 "Lose My Breath".

## Desenvolvimento
"Às vezes você começa canções onde o verso já está escrito ou o refrão já está pronto, então quando eu cheguei não haviam escrito nem uma parte para mim, então Bey insistiu "Menina, você tem que escrever uma parte!" eu disse "OK!", Para que se torne divertido a parte que eu cante..."

—Michelle Williams em entrevista a MalcolmMusic sobre a concepção de "Nuclear"
Destiny's Child foi formado em Houston, Texas em 1997, e sua formação final é composta por Beyoncé Knowles, Kelly Rowland e Michelle Williams extinta em 2005. Sua reunião foi alvo de rumores ao longo dos anos. Em julho de 2012, Mathew Knowles, pai de Beyoncé e empresário do grupo, confirmou que as Destiny's Child ainda tem ligações com a Sony Music e estaria lançando dois "discos com materiais novos". A primeira foi Playlist: The Very Best of Destiny's Child, que foi lançado em outubro de 2012. Knowles anunciou através de seu site oficial em 10 de janeiro de 2013, que uma compilação com músicas novas intitulada Love Songs, que no qual seria o primeiro álbum do grupo em mais de oito anos, seria lançado. Ela postou a novidade em seu site oficial, "Estou tão orgulhosa de anunciar a primeira música original do Destiny's Child em oito anos". Ele contém uma nova música nova, intitulada "Nuclear", que foi produzido por Pharrell Williams.

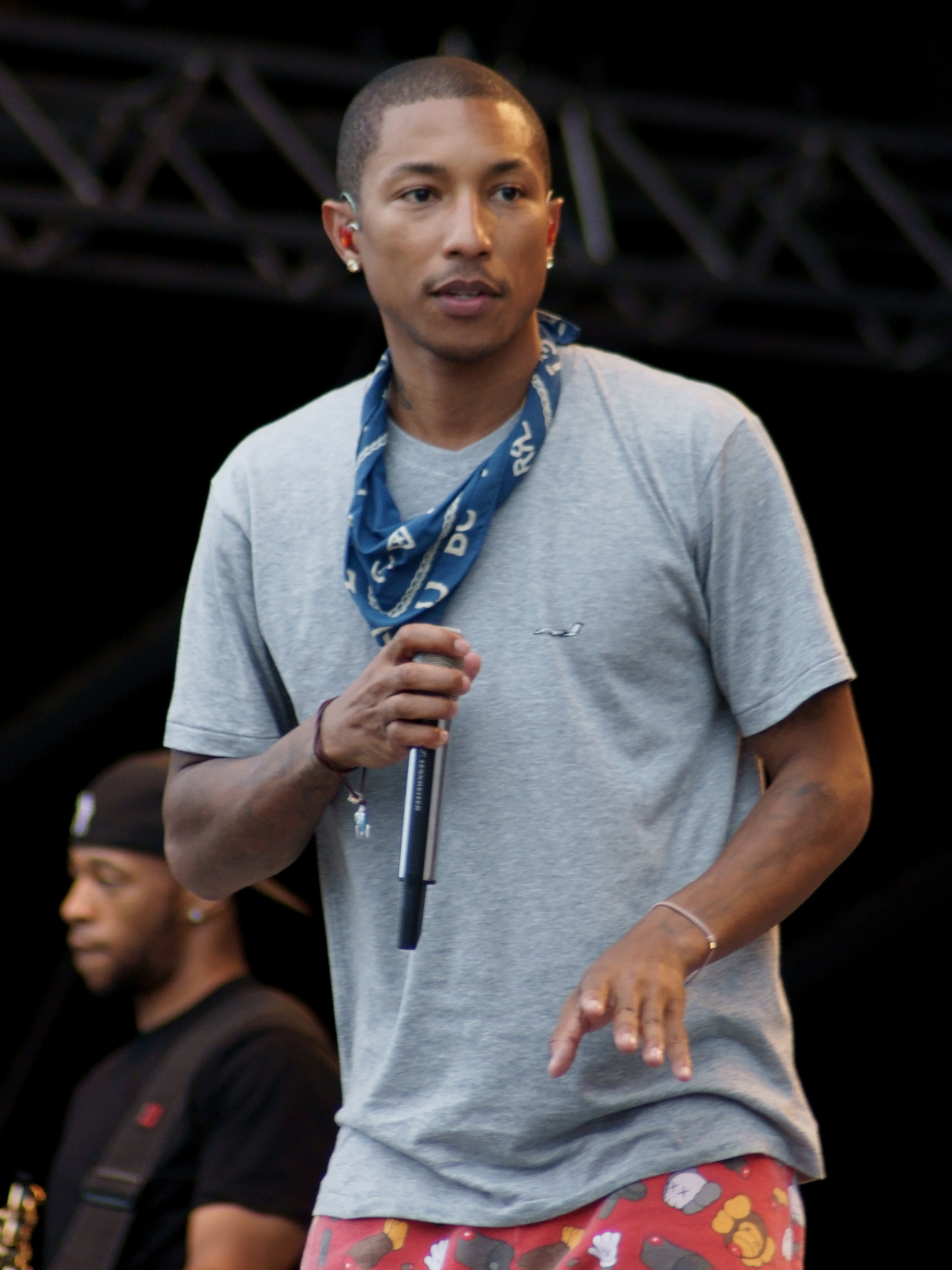
Pharrell Williams (foto) produziu "Nuclear"

Além de "Nuclear", o resto do álbum consiste em uma variedade de músicas já gravadas e lançadas, que Knowles, Rowland e Williams escolheram a dedo. Williams disse que Love Songs foi feito "para os fãs", e disse à MTV News sobre a gravação da faixa "Nuclear", "Foi um monte de diversões. Estou apenas pegando bem onde paramos. As harmonias é apenas nós juntas [Vocais] ... Beyoncé colocou a dela primeiro, então eu ia e colocava outra nota no fundo, e eu fiquei Wow, isso é uma droga, é literalmente arrepiante". Em uma entrevista para o site alemão MalcolmMusic, comentando sua contribuição para a canção como compositora, Michelle Williams revelou que Pharrell, já tinha escrito os versos para Rowland e Knowles, e que Knowles insistiu para que Michelle escreve-se sua própria parte.

## Recepção da crítica
| Críticas profissionais | Críticas profissionais |
| Avaliações da crítica  | Avaliações da crítica  |
| Fonte                  | Avaliação              |
| ---------------------- | ---------------------- |
| Allmusic               | [ 10 ]                 |
| Consequence of Sound   | [ 11 ]                 |
| New York Daily News    | [ 12 ]                 |

Após seu lançamento, a reação do público a "Nuclear" foi mista. De acordo com a MTV News, "aquelas que dizem" não, não, não "Nos mostram também mid-tempos, até mesmo desanimadores, por uma carreira construída com seu catálogo de hinos de poder como "Survivor"". Mas os partidários se apaixonaram pela Produção de Pharrell". Amanda Koellner do Consequence of Sound deu a canções de amor uma revisão mista, anotando que seu material destaca" a habilidade do grupo para a harmonia e a emoção "e é" um tiro de nostalgia", mas não é "uma coleção essencial". Sarah Rodman do The Boston Globe ficou descontente com a falta de materiais novos, chamando o álbum de "desnecessário" no "mundo da playlist digital". No entanto, Rodman elogiou "Nuclear" como uma "bagatela modestamente atraente que apresenta sem sentido científico sobre" quando dois se tornam um em um nível quântico "e se beneficia de toda a sonambulância lenta precedendo-a, por estar ligeiramente mais alerta.
Jim Farber, do New York Daily News, disse que as baladas do álbum, que "não corrompem a personalidade das Destiny's", soavam como "longas corridas, em vez de melodias totalmente afinadas". Farber, que tinha dado ao álbum uma pontuação global de três de cinco estrelas, passou a elogiar suas performances vocais "ricas", escrevendo "a forma como as vozes de Kelly Rowland e Michelle Williams envolven-se as de Beyoncé, incentivando voos cada vez mais altos, acima um dos outros, prova que este não era apenas um show de uma só cantora".
Andy Kellman, da Allmusic, descreveu a coleção, como "uma seleção acentuada de profundas canções dos álbuns, incluindo uma de Simply Deep ("Heaven") de Kelly Rowland, que demonstra a profundidade do grupo atrás dos hits". Kellman deu um elogio particular a "Nuclear", chamando-o de "nocaute" e escreveu que o disco "soa mais como algo lançado em 1990 pelos Chimes, Soul II Soul ou Family Stand do que qualquer pop/R&B de 2013".

## Performance comercial
Nos Estados Unidos, o álbum estreou no número setenta e dois na Billboard 200 a questão do gráfico datado de 16 de fevereiro de 2013. O álbum vendeu 6.000 cópias na primeira semana de lançamento. Em sua segunda semana o álbum caiu para o número cento e vinte e dois. Em sua terceira semana o álbum caiu para cento e cinqüenta e um. O álbum passou um total de quatro semanas na Billboard 200 Albums, com o seu gráfico final no número cento e sessenta e seis. O álbum também estreou no número sete na parada de R&B Albums chart e no quatorze no Top R&B/Hip-Hop Albums chart.
No Reino Unido, o álbum estreou no número quarenta e quatro na UK Albums Chart e o número três na UK R&B Chart em 10 de fevereiro de 2013. Na Irlanda, a compilação estreou no número vinte e sete no Irish Albums Chart para a semana que termina em 7 de fevereiro de 2013. Em outros países europeus, o álbum atingiu o topo do top cem na Itália e na Suíça. O álbum foi gravado no número cento e quarenta e nove na França.
Na Austrália, o álbum foi gravado no número sessenta e nove na Australian Albums Chart, e no número quatorze no Australian Urban Albums Chart.

## Faixas
| N.º            | Título                          | Compositor(es)                                                                                             | Produtor(es)               | Duração |  |
| 1.             | "Cater 2 U"                     | Beyoncé Knowles Kelly Rowland Michelle Williams Rodney Jerkins Ricky Lewis Robert Waller                   | Darkchild Ric Rude Knowles | 4:05    |  |
| 2.             | "Killing Time"                  | Dwayne Wiggins Taura Stinson                                                                               | Wiggins                    | 5:07    |  |
| 3.             | "Second Nature"                 | Ronald Isley Rudolph Isley Marvin Isley Ernie Isley O'Kelly Isley Chris Jasper Terry T. Kymberli Armstrong | Wiggins                    | 5:08    |  |
| 4.             | "Heaven" (Kelly Rowland)        | Alonzo Jackson Taura Jackson Rowland Todd Mushaw                                                           | Alonzo Jackson             | 3:59    |  |
| 5.             | "Now That She's Gone"           | Ken Fambro Donnie Boynton Tara Geter Latrelle Simmons Aleese Simmons                                       | K-Fam D-Mayor              | 5:33    |  |
| 6.             | "Brown Eyes"                    | Knowles Walter Afanasieff                                                                                  | Afanasieff Knowles (co)    | 4:33    |  |
| 7.             | "If"                            | Knowles Rowland M. Williams Dana "Rockwilder" Stinson Big Drawers Charles Jackson Marvin Yancy             | Stinson Knowles            | 4:15    |  |
| 8.             | "Emotion"                       | Barry Gibb Robin Gibb                                                                                      | Knowles                    | 3:55    |  |
| 9.             | "If You Leave" (featuring Next) | Nycolia Turman Robert L. Huggar Chad "Dr. Cuess" Elliott Oshea Hunter                                      | Elliott Hunter             | 4:33    |  |
| 10.            | "T-Shirt"                       | Knowles Rowland M. Williams Andre Harris Vidal Davis Sean Garrett Angela Beyincé                           | Harris Davis Knowles       | 4:39    |  |
| 11.            | "Temptation"                    | Wiggins Carl Wheeler Anthony Ray Knowles Rowland LeToya Luckett LaTavia Roberson                           | Wiggins                    | 4:03    |  |
| 12.            | "Say My Name" (Timbaland Remix) | Jerkins Fred Jerkins III Knowles Luckett Rowland Roberson LaShawn Daniels Timothy Mosley Garrett           | Timbaland                  | 5:01    |  |
| 13.            | "Love"                          | Knowles Rowland M. Williams Erron Williams Beyoncé                                                         | E. Williams Knowles        | 4:29    |  |
| 14.            | "Nuclear"                       | Pharrell Williams James Fauntleroy M. Williams J. "Lonny" Bereal                                           | P. Williams Knowles Bereal | 3:56    |  |
| Duração total: | Duração total:                  | Duração total:                                                                                             | Duração total:             | 63:15   |  |

## Desempenho nas paradas

### Paradas semanais
| Chart (2013)                     | Maior posição |
| -------------------------------- | ------------- |
| Australian Albums Chart          | 69            |
| Australian Urban Albums Chart    | 14            |
| Billboard 200                    | 72            |
| Billboard R&B Albums             | 7             |
| Billboard Top R&B/Hip-Hop Albums | 14            |
| French Albums Chart              | 149           |
| Irish Albums Chart               | 27            |
| Italian Albums Chart             | 69            |
| Swiss Albums Chart               | 89            |
| UK Albums Chart                  | 44            |
| UK R&B Albums Chart              | 3             |

## Histórico de lançamento
| País        | Data                  | Formato             | Gravadora        | Ref.   |
| ----------- | --------------------- | ------------------- | ---------------- | ------ |
| EUA         | 25 de janeiro de 2013 | CD download digital | Columbia Records | [ 1 ]  |
| Reino Unido | 25 de janeiro de 2013 | CD download digital | Columbia Records | [ 2 ]  |
| Austrália   | 25 de janeiro de 2013 | CD download digital | Columbia Records | [ 30 ] |
| França      | 25 de janeiro de 2013 | CD download digital | Columbia Records | [ 31 ] |
| itália      | 25 de janeiro de 2013 | CD download digital | Columbia Records | [ 32 ] |
| Suíça       | 25 de janeiro de 2013 | CD download digital | Columbia Records | [ 33 ] |